# Pampa Salamanca
Pampa de Salamanca es una localidad constituida como paraje. Se halla ubicada en el Departamento Escalante, Chubut sobre la vera de la ruta nacional 3 a 60 km de Comodoro Rivadavia. Está conformada por un comedor que da servicio a los viajeros y un destacamento policial. Se ubica a 610 m s. n. m. En sus cercanías se halla una estancia y el Pico Salamanca. 

## Toponimia
Su nombre hace referencia al accidente geográfico sobre el cual se emplaza, el cual es una vasta meseta como las comúnmente denominadas pampas.

## Geología
La zona es afectada por una sucesión de reducidos deslizamientos rotacionales asociados a una corta fase distal afín a un flujo, con sobresaliente coalescencia lateral de sus muescas de desprendimiento.

## Historia
En 1901, se había decidido fundar un puerto sobre el Golfo San Jorge en una zona de campos cerca del Pico Salamanca. Para eso, Alfredo Llames Massini levantó una estancia. Un lustro más tarde, se habían asentado inmigrantes bóeres y la zona contaba con una oficina telegráfica - postal que dependía de Comodoro Rivadavia, una escuela, y se comenzaba a trabajar la tierra con quintas, además de aprovechar la actividad lanera. Con el paso de los años, se fue despoblando por obra del duro clima de la Estepa Patagónica y de condiciones adversas de la economía argentina. Así llegó a transformarse en un pequeño caserío.
El 23 de junio de 1936 en un accidente aéreo a bordo del Laté 28 N°. 293, matrícula F-AJUXUn, causado por un violento temporal de viento y nieve hace capotar el avión en Pampa de Salamanca, a unos seiscientos metros de la costa, muriendo Próspero Palazzo y su acompañante el aviador César Brugo. Fueron los primeros mártires de la línea patagónica.
Actualmente prevalece un boliche atendido por una familia. Brinda servicios gastronómicos y servicios diversos a los viajeros siendo las tortas fritas su plato más famoso. El paraje es clave cuando el clima arrecia y lo convierte al parador en refugio obligado de automovilistas y camioneros, un oasis que les permite resguardarse del viento feroz y la nieve. A lo largo de su historia, grandes nevadas provocaron el corte de la Ruta 3 y ese lugar funcionó como puesto de emergencia para todos aquellos que quedaron varados en el camino. También es usado como lugar de descanso de automovilistas antes de la complicada entrada norte a Comodoro Rivadavia.
La zona continúa cobrando accidentes por ser sitio donde las ráfagas, durante los intensos temporales, logran amplificarse. Son habituales los vuelcos por fuertes ráfagas de viento o escarchas.

## Geografía
Es una extensa área de nivel comparativamente con suaves ondulaciones de la tierra, sin irregularidades de la superficie, y por lo general junto a una zona más alta.

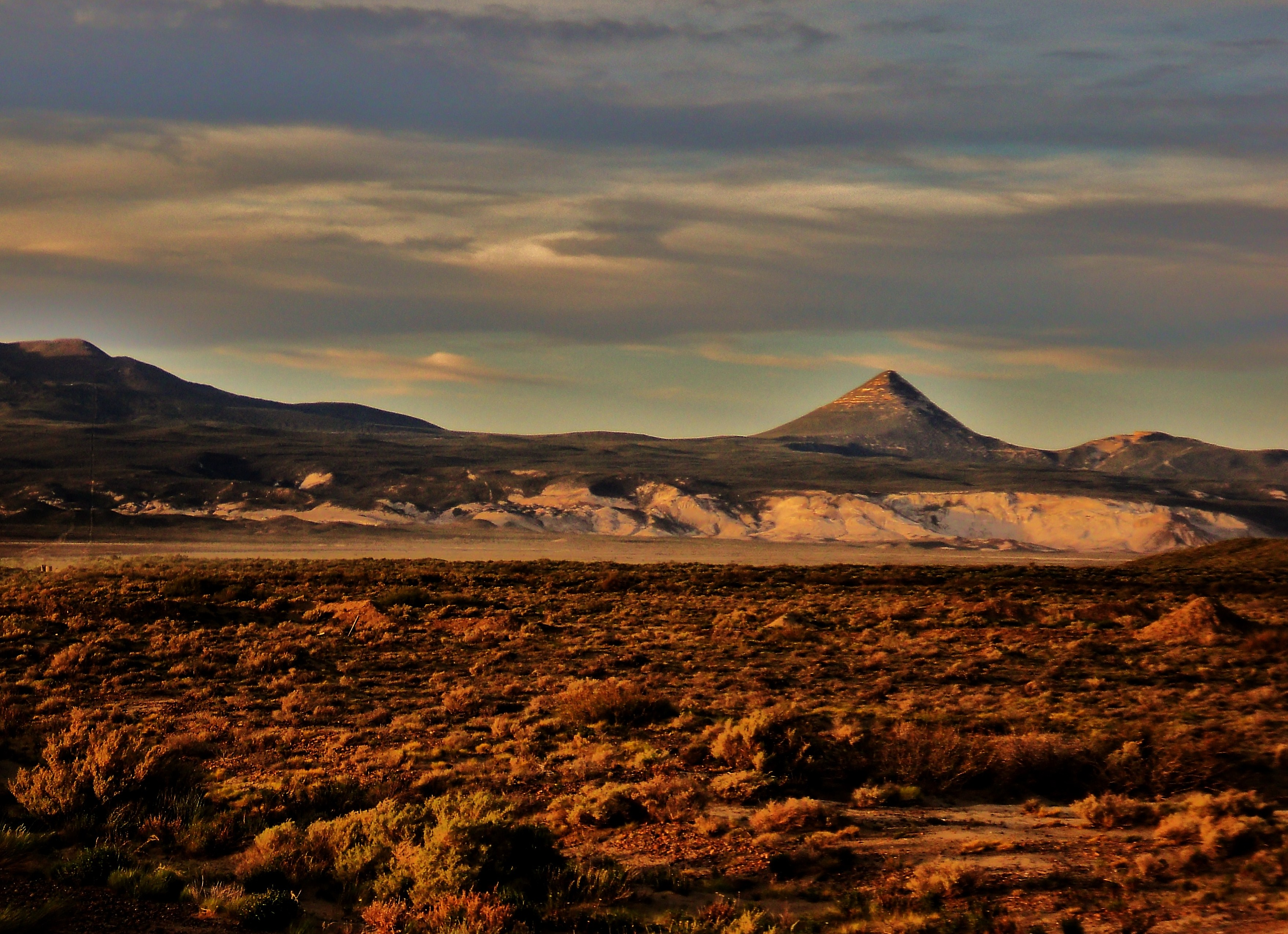
El Pico Salamanca desde la costa
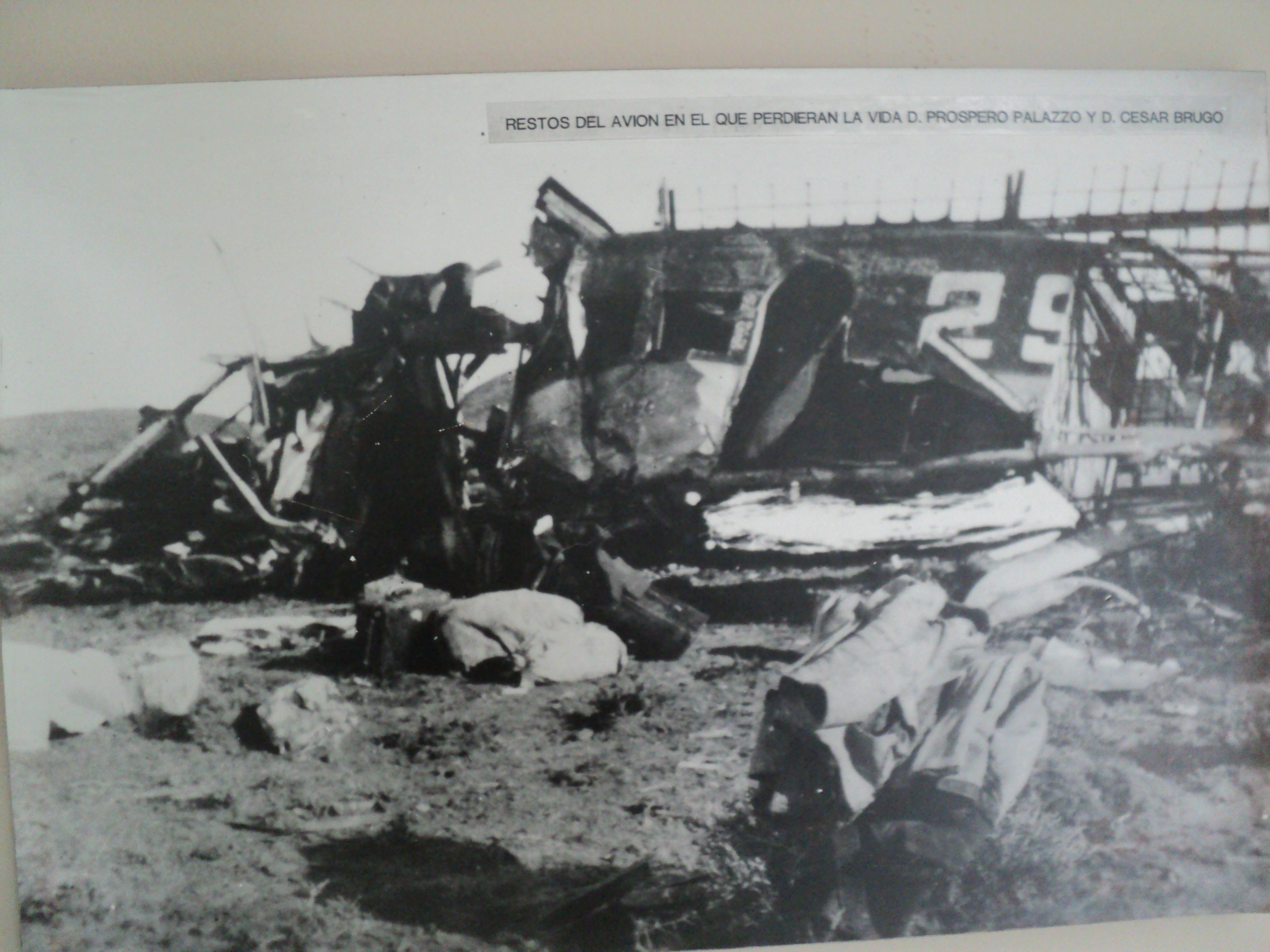
Accidente Aéreo de Próspero Palazzo.
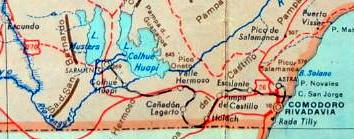
Pico Salamanca entre las pocas localidades de la zona en 1962.